# 道頓堀劇場
道頓堀劇場（どうとんぼりげきじょう）は、東京都渋谷区道玄坂にあるストリップ劇場。かつて同系列のストリップ劇場が北海道札幌市のすすきのにも存在し、区別のため札幌道劇、渋谷道劇とも呼称される。ロック座、東洋ショー劇場などと並んでストリップ業界大手の一角を占めている。

## 歴史
1970年1月16日に渋谷道頓堀劇場が開場。一説では、「道玄坂劇場」という名称にするつもりが手違いのため「道頓堀劇場」という劇場看板が完成してしまい、それをそのまま使用したのが名称の由来とも言われる。一方後述する幕間コントの出演者だった渡辺正行は「（漫才ブーム）当時はお笑いといえば関西のイメージが強く、関西の地名を出したほうが客が呼べるのではないかと思いこの名前になった」とも述べている。
開館から数年の間は、SMや本番ショーといった過激な出し物が中心となっていたが、1985年に風営法の改正がなされ、風俗業界への取り締まりが強化されるに及んで道頓堀劇場も大幅な路線転換を余儀なくされる。
そこで従来の過激路線から完全に脱皮を図り、著名な文学作品や演劇作品などをモチーフとして、いわゆる芸術的な要素を前面に押し出した集団劇形式のステージを行うようになった。同時期にスカウトされた清水ひとみ（その後、1999年から2007年まで道頓堀劇場社長）をはじめ、影山莉菜や美加マドカといった若い踊り子を加入させ、ストリップ業界におけるアイドル路線の嚆矢となっていった。中でも清水ひとみは雑誌やスポーツ紙などマスコミにも取り上げられ、1986年にストリップから引退した後は女優としてテレビドラマなどに出演するなど、道頓堀劇場の知名度向上に貢献した。この時期に劇場の幕間コントに出演していたコメディアンから、後述するようにビッグネームに育った者も少なくない。
こうして劇場が隆盛を迎えたが、地権者から劇場の立ち退きを要求され、渋谷道頓堀劇場は1995年末をもっていったん閉館した。その後清水ひとみら劇場関係者の尽力により、札幌道頓堀劇場を1999年4月にオープンするに至った。2001年6月には、かつて渋谷道頓堀劇場があった土地建物を親会社が買収し、渋谷道頓堀劇場を再オープンさせた。

## 渋谷道頓堀劇場
東京都渋谷区道玄坂百軒店の坂の途中に所在する。
2008年11月、経営者とダンサー、従業員らが、公然わいせつ及び同幇助の罪で逮捕され、2009年3月6日より240日間の営業停止処分を受けた。
かつてはコメディアン・杉兵助が所属していたこともあり、幕間コントにも注力していた時期がある。ここから巣立ったコメディアンとして、コント赤信号（渡辺正行・小宮孝泰・ラサール石井）、ゆーとぴあ、はらみつお、中村有志、ダチョウ倶楽部（肥後克広・上島竜兵・寺門ジモン）、南部虎弾、楠美津香らがいる。爆笑問題の二人も、1990年代初頭の一時期には幕間コントに出演していた。
現在はコント上演はなく、ストリップショーだけの公演を行っている。

## 所属ストリッパー

### 現役者
- 愛野いづみ（あいの いづみ・2009年7月1日にミカド劇場でデビュー、2011年2月21日移籍、旧名愛野すみれ（あいの すみれ））
- 葵うさぎ（あおい うさぎ・2010年12月21日）
- AYUM（あゆむ・2013年1月21日）
- 有馬美里（ありま みさと・2010年10月11日）
- 飯島しき（いいじま しき・2011年11月21日）
- 一宮紗頼（いちみや さらい・2012年8月11日）
- 小沢アリス（おざわ ありす・2010年7月21日）
- 川中理紗子（かわなか りさこ・2003年7月21日）
- 北川れん（きたがわ れん・2011年3月1日）
- 香坂玲来（こうさか れいら・2010年3月21日、旧名香坂玲依寧）
- 近藤愛菜（こんどう あいな・2011年6月11日）
- 冴木里江（さえき りえ・2004年8月21日）
- 翔田真央（しょうだ まお・2004年9月21日）
- 星来（せいら・2012年12月1日）
- 多岐川美帆（たきがわ みほ・2008年8月21日）
- 匠悠那（たくみ ゆうな・2003年9月21日）
- 寺丘早織（てらおか さおり・2005年10月1日）
- 猫目渉恵（ねこめ さえ・2011年7月11日）
- 林真夜（はやし まや・2012年4月11日）
- 本条セリナ（ほんじょう せりな・2012年9月11日）
- 水沢杏香（みずさわ きょうか・2012年4月1日）
- 六花ましろ（ろっか ましろ・2011年7月1日）

### 引退など
- あいあいら（あい　あいら・2003年4月1日）
- 藍川あげは（あいかわ あげは・2008年4月11日）
- 相川ゆりか（あいかわ ゆりか・2008年12月1日）
- 愛田桃子（あいだ　ももこ・2002年11月21日）
- 秋月綾乃（あきづき あやの・2007年1月2日）
- アキラ（あきら・2002年4月28日）
- 朝川留衣（あさかわ るい・2002年11月1日）
- 浅倉美咲（あさくら みさき・2009年9月11日）
- 麻吹サヨリ（あさぶき さより・2007年10月1日）
- 天音空（あまおと そら・2010年6月1日）
- 天海まりな（あまみ まりな・2003年2月11日）
- 雨宮蓮（あまみや れん・2009年8月21日）
- 鮎川シーナ（あゆかわ しーな・2009年12月11日）
- 荒井静香（あらい しずか・2006年5月11日、旧名香坂直（こうさか なお）、 2006年7月1日改名）
- 上原かおり（うえはら かおり・2006年3月1日）
- 詩田笑子（うただ えみこ・2004年2月1日）
- 江原さや（えばら さや・2011年3月11日）
- ELNA（えるな・2001年11月1日）
- 大空愛（おおぞら あい・2010年1月2日）
- 大塚芽衣（おおつか めい・2008年7月6日）
- 丘乃愛唯（おかの あゆ・2000年3月11日）
- 加賀千晶（かが ちあき・2004年12月11日）
- 影山莉菜（かげやま りな・1986年9月）
- 岸谷有姫（きしたに ゆき・2006年8月21日）
- 桐生綾（きりゅう あや・2010年3月11日）
- 黒崎じゅん（くろさき じゅん・2006年7月11日）
- 幸田夏奈（こうだ なつな・2004年8月1日）
- 琴葉鈴（ことはすず・2002年4月11日）
- 小町纏（こまち まとい・2007年9月11日、旧名桜井アンナ（さくらい あんな）、2007年11月11日改名）
- 早乙女梓（さおとめ あずさ・2004年6月11日）
- 桜羅（さくら・2003年8月1日）
- さくらひめこ（さくら ひめこ・2003年4月11日、旧名星桜百合（ほし さゆり）、2003年12月21日改名）
- 三條弓季（さんじょう みき・2004年2月21日）
- 汐乃梓（しおの あずさ・2006年6月11日）
- 白鳥美羽（しらとり みう・2010年1月2日）
- 新宮恭子（しんぐう きょうこ・2009年2月21日）
- 鈴野浅海（すずの あさみ・2010年11月11日）
- 純川セレナ（すみかわ せれな・2001年9月22日）
- 千庭ノイコ（せんば のいこ・2005年3月1日）
- 高原リカ（たかはら りか・2003年11月1日）
- 滝沢ミッシェル（たきざわ みっしぇる・2011年7月11日）
- 筒井あやの（つつい あやの・2009年3月11日）
- 遠野まゆ（とおの まゆ・2004年9月11日）
- 知奈樹（ともな いつき・2001年2月13日）
- 伴山玲子（ともやま れいこ・2004年7月21日）
- 夏海ナナ（なつみ なな・2004年5月23日）
- 夏目のあ（なつめ のあ・2009年6月11日）
- 七海亜央（ななみ あお・2006年11月11日）
- 西野さゆき(にしの さゆき.2002年5月11日)
- 今宿まこと（いまじゅく まこと・2002年8月1日、旧名南城絵美（なんじょう えみ）、2003年1月2日改名）
- 野際つぐみ（のぎわ つぐみ・2004年12月11日）
- 野原たんぽぽ（のはら たんぽぽ・2003年11月11日）
- 畑中萌花（はたなか もえか・2004年12月11日）
- 羽月澪（はづき みお・2004年10月11日）
- 花咲実優（はなさき みゆ・2002年3月1日）
- 早坂まふゆ（はやさか まふゆ・2003年9月11日）
- 春風るな（はるかぜ るな・2003年11月11日）
- 春野みずき（はるの みずき・2002年9月21日 はるみん、春風いずみ、愛沢春美と改名暦あり）
- 姫りんご（ひめ りんご・2007年10月21日）
- 姫乃さやか（ひめの さやか・2008年4月21日）
- 深田実来（ふかだ みく・2004年9月11日）
- 藤繭ゑ（ふじ まゆえ・1999年12月1日）
- 星野あいり（ほしの あいり・2009年9月1日）
- 穂積操（ほづみ みさお・2004年11月1日）
- 松島亜美（まつしま あみ・2004年8月21日）
- MIO（みお・2003年8月11日~8月20日））
- 美鈴えみ（みすず えみ・2008年9月1日）
- 泉希（みずき・2000年7月11日）
- 緑川めぐみ（みどりかわ めぐみ・2004年10月1日）
- 宮地真矢（みやじ まや・2010年12月1日）
- MOKO（もこ・2006年6月21日）
- 望月星来（もちづき せいら・2005年8月11日）
- 森園えりか（もりぞの えりか・2001年9月1日）
- 山野すみれ（やまの すみれ・2006年4月21日）
- 結奈美子（ゆい なみこ・2005年6月21日）
- 結貴愛（ゆうき あい・2003年4月11日）
- 幸里和香（ゆきさと わか・2007年4月1日）
- 夢野ひなた（ゆめの ひなた・2000年1月29日、旧名藤ひなた）
- 吉井花月（よしい かげつ・2001年6月1日、旧名夕空あおば（ゆうぞら あおば）、2007年4月21日改名）
- 露示葉子（ろじ ようこ・2004年9月1日）
- 若槻優（わかつき ゆう・2007年2月11日）
- 若月ゆう（わかつき ゆう・2008年11月1日）

## 札幌道頓堀劇場
北海道札幌市中央区にて営業していたストリップ劇場。1999年4月開業。2010年1月より休業。
札幌に唯一残ったストリップ劇場であったが、1999年の開場以来ずっと赤字だったと言われるなど、経営難がささやかれていた。そうした折、2007年4月28日に劇場支配人・従業員・踊り子など計7人が公然わいせつ罪の現行犯で北海道警中央署に逮捕された。支配人については求人情報誌で踊り子募集をしていたとして職業安定法違反の容疑で再逮捕され、先の公然わいせつ罪容疑とあわせ起訴された。その後8月17日に札幌地裁で支配人に対し懲役2年執行猶予3年の有罪判決が言い渡された。
摘発後は2007年5月3日に一日だけ営業したが、その後長期間の休業となった。2009年1月21日に営業を再開したが、2010年1月11日から劇場は再び休業している。入居した札幌道劇ビルは2016年現在も残存しており、風俗店やメンズエステなどが入居している。

## 関連
- シアターD – オーナー親族が開業。「D」は当劇場、道頓堀に由来する